# 에스타디오 무니시팔 데 이푸루아

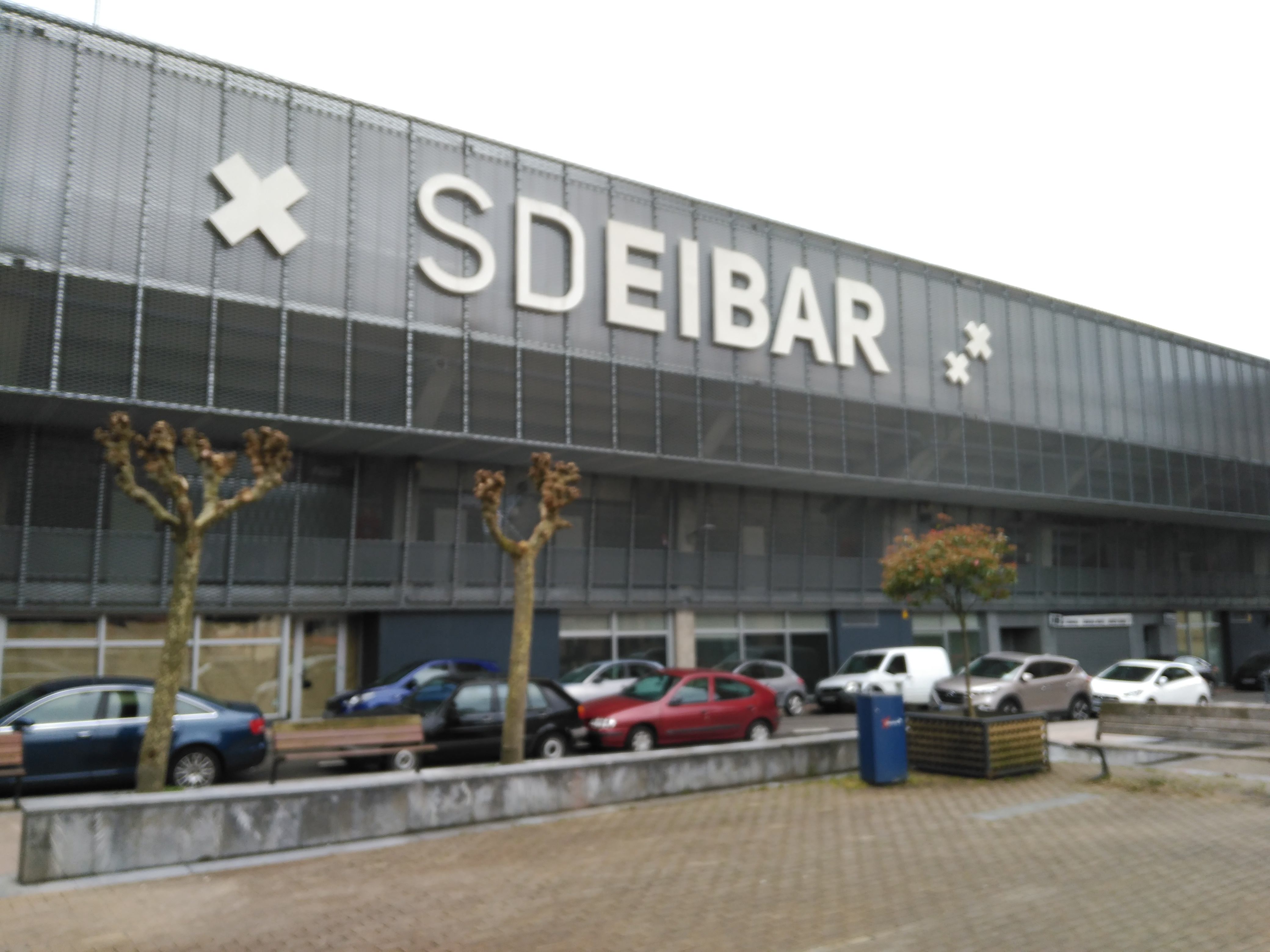
경기장 외벽

이푸루아 축구장(바스크어: Ipurua Futbol Zelaia) 혹은 이푸루아 시립 경기장(스페인어: Estadio Municipal de Ipurúa)은 스페인 에이바르의 전좌석 축구 경기장으로, 에이바르의 안방 구장이다.
1947년에 개장한 이경기장은 8,164명을 수용할 수 있다. 이푸루아는 1947년을 기점으로 에이바르의 안방 구장으로 활용되었다. 여러 구장을 떠돌던 에이바르는 이푸루아에 입주하면서 처음에 관중석으로 둘러쌓인 구장에 둥지를 틀게 되었다. 1947년 9월 14일에 경기장이 개장하면서, 에이바르는 인근 경쟁 구단인 엘고이바르와 경기를 펼쳐 0-2로 패했다.

## 역사

### 개장과 초창기
주 스탠드의 공사는 1948년에 진행되어 1951년에 끝맺었다. 구장이 가파른 계곡의 기슭에 있기 때문에, 구장이 홍수에 취약했고, 배수 시설도 열악했다. 배수 체계를 개선하고 구장 높이를 조정하는 공사가 1959년에 완료되었다. 1960년대까지 구장은 크게 두드러지는 특징이 없었지만, 1970년에 들어 주 스탠드 지붕을 확장하고, 측면 스탠드에 지붕이 추가되었다. 1970년에는 야간 조명도 설치되어 1970년 10월 14일에 레알 소시에다드와 아틀레틱 빌바오 간 경기에서 처음 사용되었다. 1980년대에 들어, 에이바르는 재정상황이 나아져 구장과 경기장 시설 개선에 투자하기 시작했다. 그에 따라, 서쪽 스탠드에 처음으로 비막이가 설치되었다.

### 2부 리그 승격과 첫 확장 공사
에이바르는 1989년에 세군다 디비시온에 승격했지만, 이푸루아는 당시 가장 시설이 보잘 것 없는 곳이었다. 엎친 데 덮친 격으로, 에이바르 읍내 구역이 서쪽으로 확장해 북쪽 확장 부지가 부족하게 되었다. 구단은 1998년에 군의회와 스페인 프로축구연맹으로부터 예산을 확보해 이푸루아의 새단장에 박차를 가할 수 있었다. 1999년에 스탠드 확장 공사가 시작되어 2001년에 북쪽의 좁은 스탠드도 지붕으로 덮였고, 좌석이 4행 추가되었다. 확장 공사와 함께 새 배수 체계와 구장 공사도 병행되었다.

### 라 리가 승격과 2번째 확장 공사
2014년, 에이바르는 라 리가 승격을 이룩하면서 북쪽 스탠드를 확장해 6,000명 이상을 수용할 수 있게 확장하는 안이 군의회를 통과했다. 2015년 8월 30일, 스탠드 확장 공사가 완료되어 재개장했고, 에이바르는 인근 바스크 구단 아틀레틱 빌바오와 이 날 리그 경기를 펼쳤다. 2016년 5월 9일, 동쪽 스탠드 철거 및 재건축이 시작되었다. 공사는 2017년 1월에 완료되어 지하주차장이 들어섰고, 구단 박물관과 구단 공식 상점, 새 휴게 공간, 그리고 경기날에 입장할 수 있는 보행로가 새로 들어섰다. 확장 후, 경기장은 7,083명을 수용할 수 있게 되었다. 잔디 구장의 규모는 103m x 65m이다. 2018년 5월, 서쪽 스탠드 재건 공사가 시작되었다. 2019년 8월에 서쪽 스탠드가 새로 들어서면서 경기장 수용 인원은 8,164명으로 늘어났다.
이푸루아는 작지만 현대적인 경기장으로, 유럽 축구 연맹 주관 경기 개최 조건을 만족하지만, 다수의 라 리가 원정 경기를 보러 오는 관중들은 7,000석이 1부 리그 경기를 개최하기에 너무 작다는 민원이 빈번하다. 2018년 9월, 원정 관중석의 방벽이 세비야 원정 측 골이 터지면서 자축하던 지지자들의 무게에 눌려 무너졌고, 8명의 지지자들은 경상을 당했다.